# Chiaki Kuriyama
Chiaki Kuriyama (Japans: 栗山千明, Kuriyama Chiaki) (Tsuchiura, 10 oktober 1984) is een Japans actrice, zangeres en model.
Toen ze 11 jaar oud was, was Kuriyama een kindermodel en had kleine rolletjes in Japanse films. In 1997 was ze op 13-jarige leeftijd naakt te zien in een fotoboek.
In 1999 maakte ze haar doorbraak in Japan in de film Shikoku. Ook werd ze daar bekend voor haar hoofdrol in de film Ju-on (2000). Haar eerste internationale film was ook in dat jaar: Battle Royale.
In 2003 had ze haar doorbraak in Hollywood in de hitfilm Kill Bill, en in 2005 was ze in de Japanse hitfilm Azumi 2: Death or Love te zien. Ook was ze dat jaar in haar tweede Hollywoodfilm te zien: Into the Sun.

## Filmografie
- 2009: Hagetaka: The Movie
- 2009: Kamogawa horumô
- 2008: GS wandârando
- 2008: Komori seikatsu kôjô kurabu
- 2008: Sukai kurora (stem)
- 2008: Kids
- 2007: Tengu gaiden
- 2007: Tokkyu Tanaka 3 Go (Televisieserie)
- 2007: Hagetaka: Road to Rebirth (Mini-serie)
- 2007: Ekusute
- 2006: Kisarazu Cats Eye: World Series
- 2006: Haru, Barneys de
- 2006: Kakure karakuri
- 2006: Jyooubachi
- 2006: Woman's Island (TV Drama)
- 2005: Scrap Heaven
- 2005: Mail
- 2005: The Great Yokai War (Japanse titel Yôkai daisensô)
- 2005: Into the Sun
- 2005: Azumi 2: Death or Love
- 2004: Kagen no Tsuki
- 2003: Itsuka 'A' torein ni notte
- 2003: Kill Bill (Als Gogo Yubari)
- 2001: R-17 (Mini-serie)
- 2000: Rokubanme no Sayoko (Mini-serie)
- 2000: Himitsu Kurabu O-Daiba.com
- 2000: Battle Royale (Als Takako Chigusa)
- 2000: MPD Psycho (Japanse titel Tajuu jinkaku tantei saiko - Amamiya Kazuhiko no kikan
- 2000: Ju-on
- 2000: Kamen gakuen
- 1999: Shikoku
- 1999: Eden's Bowy (Televisieserie)
- 1999: Kowai dôwa (Televisieserie)
- 1998: Nacchan Ka
- 1995: Gonin
- 1995: Toire no Hanako-san

## Discografie
- Circus (2011)

- Biblioteca Nacional de España: XX1799580
- Bibliothèque nationale de France: cb150624073 (data)
- Gemeinsame Normdatei: 142583510
- International Standard Name Identifier: 0000 0001 1440 3845
- Library of Congress Control Number: no2009151140
- MusicBrainz: a0b7f27d-0e0f-439b-aaf4-7daf5863d7af
- Bibliotheek van het Japanse parlement: 001185729
- Nationale Bibliotheek van Tsjechië: xx0204175
- Nationale Bibliotheek van Israël: 987007328387005171
- Système universitaire de documentation: 121161404
- Virtual International Authority File: 27352457
- WorldCat: E39PBJy8rfcrg4DGW34cQB4Qbd